# 中央商城 (哈尔滨)

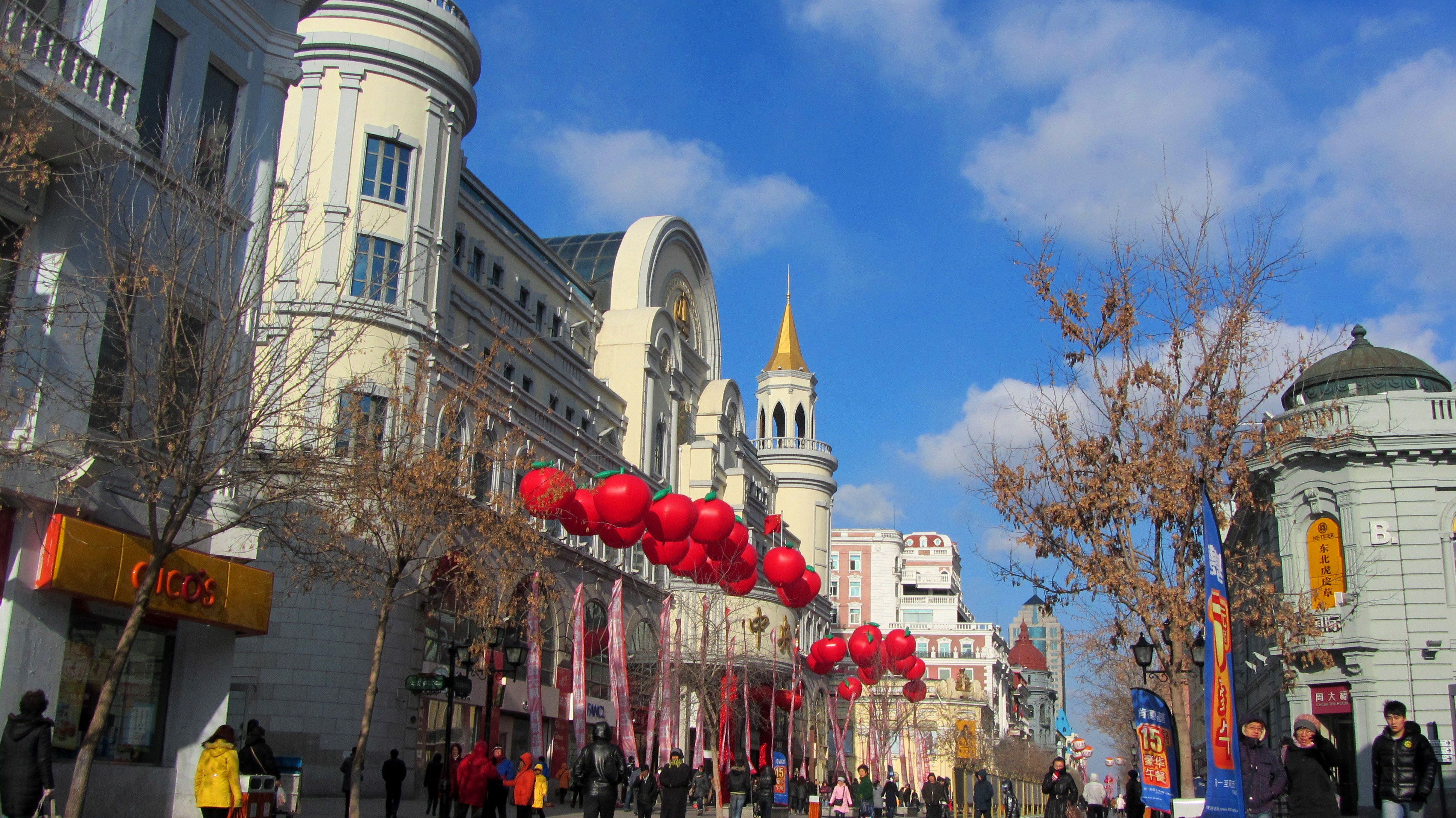
中央大街上的中央商城（图中左侧）

中央商城位于中华人民共和国黑龙江省哈尔滨市的主要商业街之一“中央大街”上，于1994年11月26日正式开业，是哈尔滨市最早的综合商场之一。中央商城建筑面积3.6万平方米，拥有雇员2100余人，总资产5亿余元人民币。中央商城旗下拥有众多下属企业，包括便利店、超市等。